# Lepanthes lophius
Lepanthes lophius är en orkidéart som beskrevs av Carlyle August Luer. Lepanthes lophius ingår i släktet Lepanthes och familjen orkidéer. Inga underarter finns listade i Catalogue of Life.